# Little, Brown and Company
Little, Brown and Company — американское издательство в Нью-Йорке.

## История
История издательства началась в 1784 году в Бостоне, где был открыт книжный магазин, в 1837 году переросший в Нью-Йоркское издательство, основанное Чарльзом Коффин Литтлом и Джеймсом Брауном. Сегодняшнее название существует с 1869 года. В 1968 году издательство было выкуплено фирмой Time Inc., входящей в концерн Time Warner. С 2006 года издательство было перепродано французским книжникам и теперь публикует книги как подразделение концерна Ашетт Ливр.

## Авторы
Известные авторы издательства: Артур Конан Дойл, Дэвид Фостер Уоллес, Сесил Скотт Форестер, Норман Мейлер, Генри Киссинджер, Джером Дэвид Сэлинджер, Нельсон Мандела, Эрих Мария Ремарк, Элис Сиболд, Стефани Майер, Джоан Роулинг.